# Nuno Guerreiro
Nuno Guerreiro (* 5. September 1972 in Loulé; † 17. April 2025 in Lissabon) war ein portugiesischer Sänger. Zu seinem Repertoire gehörten Popsongs, Soul, Barockmusik und Fados. Er war auch als Countertenor tätig. In Japan war er ebenfalls bekannt.

## Leben und Wirken
Nuno Guerreiro wurde in Loulé an der Algarve, der südlichsten Provinz Portugals, geboren. Mit sechzehn Jahren zog er nach Lissabon, wo er Gesang an der Tanzschule Escola de Dança am ESTC, dem früheren Conservatório, studierte. Später wurde er von dem bedeutenden Fado-Gitarristen Carlos Paredes entdeckt, einem Meister der Portugiesischen Gitarre. Bei gemeinsamen Auftritten mit Carlos Paredes wiederum wurde er von den Sängern der Gruppe Ala dos Namorados entdeckt und als Sänger in die Gruppe integriert. Ab 1992 war er festes Mitglied des Ensembles. 1998 hatte es auf der Weltausstellung Expo 98 in Lissabon auch einen Auftritt mit Guerreiro, bei dem er Lieder von Peter Gabriel, Cole Porter, Marlene Dietrich und seinem Vorbild Amália Rodrigues interpretierte.
1999 veröffentlichte er sein erstes Soloalbum, Carta de Amor, mit Standards in englischer Sprache wie When the Saints Go Marching In, Amazing Grace und Greensleeves. Dieses Album mit Arrangements des japanischen Komponisten Akira Senju begründete auch seinen Erfolg in Japan. Auf dem Album befindet sich zudem eine musikalische Interpretation eines Gedichtes von Florbela Espanca. Seitdem war er hauptsächlich als Solokünstler tätig.
Der offen homosexuelle Sänger konnte als Gastinterpret seines zweiten Albums den bekannten Sänger Rui Veloso gewinnen. Zum Gesamtrepertoire von Guerreiro gehörten Barockmusik unter anderem von Händel und Purcell – vornehmlich als Countertenor –, aber auch Fados wie Fado de Cada Um und R&B-Musik sowie Soul. Er trat regelmäßig in  Musiksendungen des portugiesischen Fernsehens auf.
Nuno Guerreiro starb am 17. April 2025 infolge einer schweren Infektion im Lissaboner Krankenhaus São Francisco Xavier, in das er einen Tag zuvor eingeliefert worden war, im Alter von 52 Jahren.

## Diskografie (Auswahl)
Alben
- Carta de Amor (Aqiar:1998 / EMI-Valentim De Carvalho, Música Lda.; 1999)
- Dá-me Paz (EMI; 2001)
- Tento Saber (EMI-Valentim De Carvalho, Música Lda.; 2002)
- Gangster Mascarado (Vidisco; 2010)
- Na Hora Certa (Metrosonic Records; 2022)